# 무타

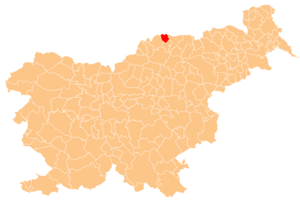
무타의 위치

무타(슬로베니아어: Muta, 독일어: Hohenmauthen 호헨마우텐[*])는 슬로베니아의 도시로 면적은 38.8km2, 높이는 366m, 인구는 3,640명(2002년 기준), 인구 밀도는 93.8명/km2이다.